# Баянаул
Баянау́л (каз. Баянауыл) — село, центр Баянаульського району Павлодарської області Казахстану. Адміністративний центр Баянаульського сільського округу.
Населення — 6078 осіб (2021; 5893 у 2009, 5998 у 1999, 6265 у 1989).
Станом на 1989 рік село мало статус селища міського типу.

## Персоналії
- Айманов Шакен Кенжетайович (1914—1970) — казахський радянський актор, режисер театру і кіно, сценарист.